# James Harden
James Edward Harden, Jr. (Los Angeles, 26 augustus 1989) is een Amerikaans professioneel basketbalspeler in de NBA.
Hij speelt voor de Los Angeles Clippers en speelde vroeger voor het basketbalteam van de universiteit van Arizona State. Harden werd in de NBA Draft van 2009 als derde gekozen door Oklahoma City Thunder. In 2012 werd hij verkozen tot zesde man van het jaar en hielp hij Oklahoma City Thunder naar de NBA Finale.
Voor het seizoen 2012/13 seizoen werd hij geruild met Houston Rockets. Harden werd vijf keer verkozen om mee te doen aan de All-Star Game.
Hij deed twee keer mee met de nationale ploeg van de Verenigde Staten; beide keren won hij een gouden medaille. Deze medailles won hij op de Olympische Spelen van 2012 in Londen en op het wereldkampioenschap in 2014 in Spanje. In 2018 ontving James Harden de NBA Most Valuable Player Award.
- Library of Congress Control Number: n2015021816
- Virtual International Authority File: 315177308
- WorldCat: E39PBJr3wmd4G4dybjmJv8TPwC